# Supercoppa italiana 1990
La Supercoppa italiana 1990 è stata la 3ª edizione della competizione disputata il 1º settembre 1990 allo stadio San Paolo di Napoli. La sfida è stata disputata tra il Napoli, vincitore della Serie A 1989-1990, e la Juventus, detentrice della Coppa Italia 1989-1990.
La sede è stata scelta tramite sorteggio per l'ultima volta.
A conquistare il titolo è stato il Napoli che ha vinto per 5-1.

## Partecipanti
| Squadre  | Qualificazione                         | Partecipazioni precedenti (il grassetto indica la vittoria) |
| -------- | -------------------------------------- | ----------------------------------------------------------- |
| Napoli   | Vincitore della Serie A 1989-1990      | Nessuna                                                     |
| Juventus | Vincitore della Coppa Italia 1989-1990 | Nessuna                                                     |

## Tabellino
| Arbitro: | Longhi (Roma) |

|                                            |           |            |
| Silenzi 8’, 45’ Careca 20’, 71’ Crippa 44’ | Marcatori | 39’ Baggio |

| Napoli | Juventus |

### Formazioni
| Napoli        |    |                            |     |     |
|               |    |                            |     |     |
| P             | 1  | Giovanni Galli             |     |     |
| D             | 2  | Ciro Ferrara               | 38’ |     |
| D             | 3  | Giovanni Francini          |     |     |
| C             | 4  | Massimo Crippa             |     | 80’ |
| C             | 5  | Alemão                     |     |     |
| D             | 6  | Marco Baroni               |     |     |
| D             | 7  | Giancarlo Corradini        | 74’ |     |
| C             | 8  | Fernando De Napoli         |     |     |
| A             | 9  | Careca                     |     |     |
| TQ            | 10 | Diego Armando Maradona (c) |     |     |
| A             | 11 | Andrea Silenzi             |     | 70’ |
| Sostituzioni: |    |                            |     |     |
| C             | 15 | Ivan Rizzardi              |     | 80’ |
| C             | 14 | Massimo Mauro              |     | 70’ |
| Allenatore:   |    |                            |     |     |
| Alberto Bigon |    |                            |     |     |

| Juventus       |    |                     |     |     |
|                |    |                     |     |     |
| P              | 1  | Stefano Tacconi (c) |     |     |
| D              | 2  | Nicolò Napoli       |     |     |
| D              | 3  | Dario Bonetti       |     | 46’ |
| C              | 4  | Roberto Galia       |     |     |
| D              | 5  | Júlio César         |     |     |
| D              | 6  | Luigi De Agostini   |     |     |
| C              | 7  | Thomas Häßler       |     | 46’ |
| C              | 8  | Giancarlo Marocchi  |     |     |
| A              | 9  | Pierluigi Casiraghi |     |     |
| A              | 10 | Roberto Baggio      |     |     |
| A              | 11 | Salvatore Schillaci |     |     |
| Sostituzioni:  |    |                     |     |     |
| C              | 15 | Marco De Marchi     | 57’ | 46’ |
| C              | 16 | Daniele Fortunato   |     | 46’ |
| Allenatore:    |    |                     |     |     |
| Luigi Maifredi |    |                     |     |     |